# Fodor Sándor (szobrász)
Fodor Sándor (Sztálinváros, 1954. október 6. –) magyar szobrász.

## Életpályája
A Képzőművészeti Főiskolán 1975–1980 között Somogyi József növendéke volt a szobrász szakon. 1976–1977 között Olaszországban volt tanulmányúton. 1980–1983 között Melocco Miklós műtermében dolgozott.
Főleg a figurális szobrászathoz vonzódott, de nonfiguratív kompozícikókat is készített. Munkái anyagául legszívesebben a nemes anyagokat, követ, fát, bronzot választotta, de próbálkozott más anyagokkal is. Dózsa szobrát Hatvanban állították fel.

## Egyéni kiállításai
- 1983 Budapest-Újpalota
- 1984 Dunaújváros
- 1992 Stuttgart

## Köztéri művei
- Dózsa (mészkő, 1979, Hatvan)

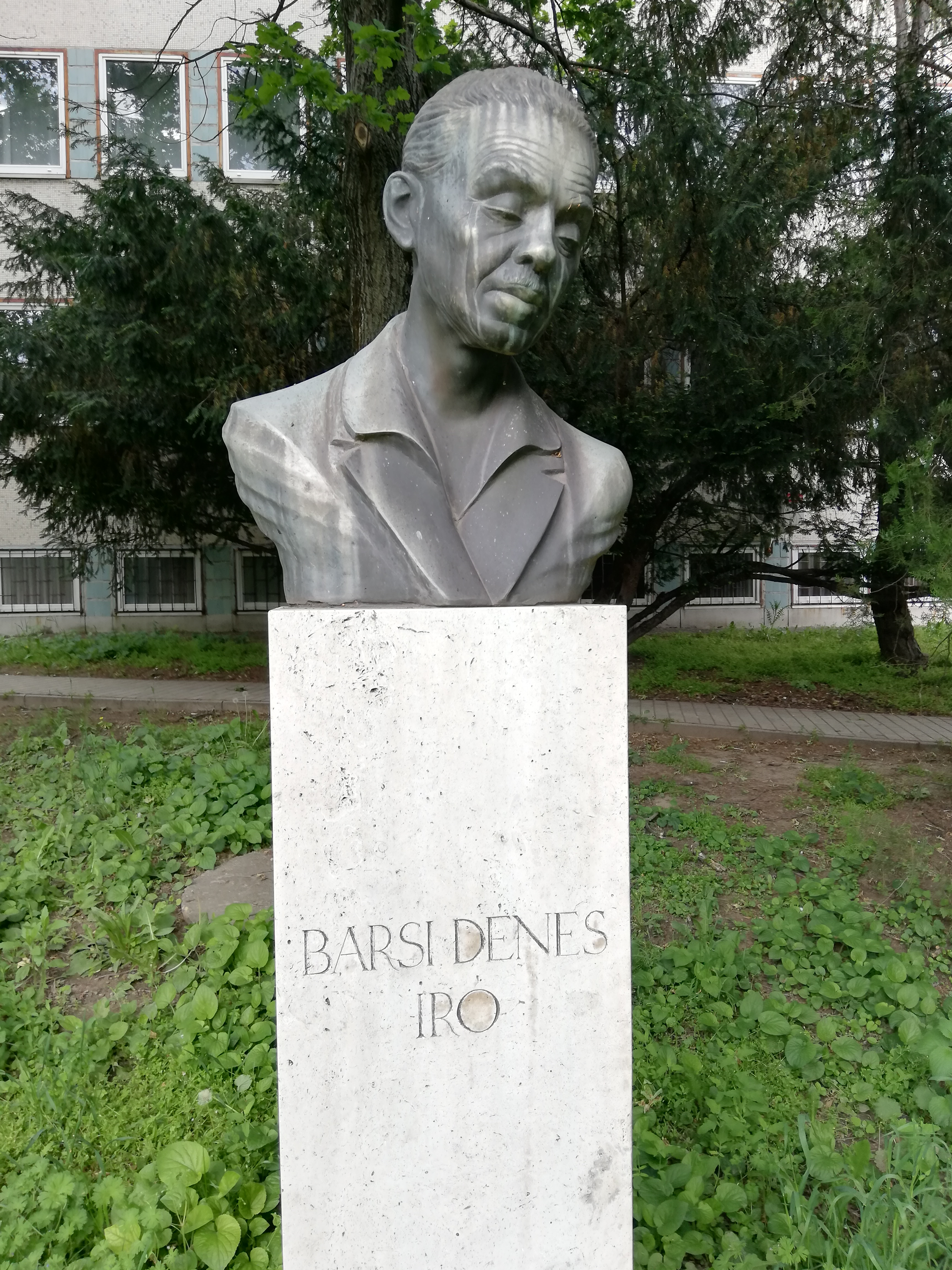
Barsi Dénes szobra Dunaújvárosban

- Verebély László (bronz, 1984, Dunaújváros)
- Dunai szél (öntöttvas, 1987, Dunaújváros, Szoborpark)
- Barsi Dénes (bronz, 1990, Dunaújváros)
- Dózsa (bronz, 1992, Dunaújváros)